# 尖尾亚科
尖尾亞科（拉丁語：Oxyurinae）隸屬於線蟲動物門、尾感器綱、蛔蟲目、尖尾亞目、尖尾總科、尖尾科。
此類線蟲的頸區無棘。雄蟲有一個交接刺，無導刺帶。

## 分類
尖尾亞科中寄生在鳥類和哺乳類的有10屬：
- 尖尾線屬（Oxyuronema）、
- 尖尾屬（Oxyuris）、
- 瓣口屬（Lobatorobius）、
- 巴蟯屬（Buckleyenterobius）、
- 栓尾屬（Passalurus）、
- 蟯蟲屬（Enterobius）、
- 黃鼠蟯蟲屬（Citellina）、
- 食原屬（Protozoophaga）、
- 鳥蟯屬（Avilandros）、
- 澳尖尾屬（Austroxyuris）。